# E2 (CMS)
e2 (читается как «е-два») — программное обеспечение для создания блога. Разработан в России Ильёй Бирманом.

## Возможности
Функциональность e2 включает в себя:
- инсталлятор и веб-интерфейс для настроек
- удобные для восприятия человеком веб-адреса
- вики-подобный синтаксис
- возможность использовать Фотораму
- поддержка RSS
- продвинутая система черновиков

Среди особенностей e2 — отсутствие отдельного интерфейса администрирования (вошедшие пользователи лишь видят больше элементов управления).

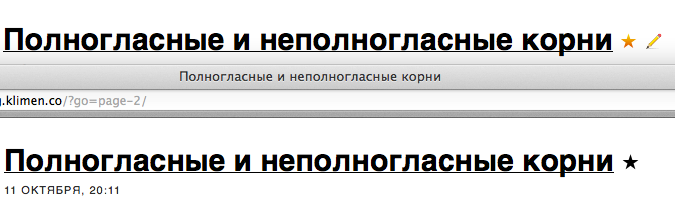
Автор блога на «Эгее» видит у заголовка кнопку редактирования и отметки, а все остальные — нет. Это все различия.

## Недостатки и ограничения
В e2 отсутствует «кат» — возможность скрыть часть заметки.
Согласно лицензии, внизу сайта должны быть размещены информация о движке и ссылка. Коммерческие блоги должны оплатить лицензию.

## Требования к системе
- права 777 на весь дистрибутив[источник не указан 4445 дней],
- Apache 1.3 с mod_rewrite и возможностью переписывать .htaccess (работает так же с Nginx и Lighty)[3],
- MySQL (рекомендуется версия 3 и выше)[3],
- PHP 5 (с модулями php_mbstring и php_gd)[3].

## История версий
Список версий на сайте продукта:
| Версия | Кодовое имя              | Дата релиза |
| ------ | ------------------------ | ----------- |
| 1.1    |                          | 16.03.2005  |
| 1.11   |                          | 24.07.2005  |
| 1.2    | Оранда                   | 02.11.2005  |
| 1.21   | Оранда (вторая редакция) | 27.02.2006  |
| 1.22   | Оранда (третья редакция) | 16.04.2006  |
| 1.3    | Селекта                  | 28.10.2007  |
| 2.0    | Эгея                     | 05.07.2011  |
| 2.1    | Эгея                     | 21.02.2012  |
| 2.2    | Эгея                     | 23.08.2012  |
| 2.3    | Эгея                     | 24.03.2013  |
| 2.4    | Эгея                     | 25.05.2014  |
| 2.5    | Эгея                     | 25.07.2016  |